# Ponte Internacional do Rio Águeda
A Ponte Internacional do Rio Águeda, também conhecida como Ponte do Rio Águeda, é uma infra-estrutura ferroviária desactivada, que transportava a linha internacional de Barca d'Alva-La Fregeneda a La Fuente de San Esteban sobre o Rio Águeda, na fronteira entre Espanha e Portugal, junto à localidade de Barca d’Alva.

## Características
Esta ponte cruza o Rio Águeda perto de Barca d’Alva.

## História
Fazia parte da linha internacional de Barca d'Alva-La Fregeneda a La Fuente de San Esteban, que entrou ao serviço em 8 de Dezembro de 1887, tendo sido a quinta ligação internacional por caminho de ferro, entre Portugal e Espanha.
Na década de 1950, a linha internacional já estava em declínio, com o governo espanhol a favorecer a ligação internacional por Vilar Formoso. Nesse sentido, em 1956 já tinha sido planeada a substituição dos comboios por autocarros no troço entre Hinojosa de Douro e Barca de Alva, e concluídos os estudos para adaptar esta ponte ao tráfego rodoviário.
A linha internacional foi encerrada pelo Governo espanhol em 1 de Janeiro de 1985.